# Berea (South Carolina)
Berea ist ein als census-designated place (CDP) eingestufter Ort im US-Bundesstaat South Carolina. Der Ort liegt im Greenville County und ist Teil der Metropolregion Upstate. Das U.S. Census Bureau hat bei der Volkszählung 2020 eine Einwohnerzahl von 15.578 ermittelt.

## Geographie
Berea liegt westlich im Greenville County. Im Westen grenzt der CDP an das Pickens County, hier bildet der Saluda River die County-Grenze, der hier den Saluda Lake bildet. Im Süden liegt das CDP Parker und im Osten die Orte City View und Sans Souci.
Der U.S. Highway 25 (White Horse Road) verläuft durch den Ort und führt in nördlicher Richtung 10 km nach Travelers Rest und südlich nach Parker.

## Geschichte
Der Namensursprung von Berea ist eine der ersten Kirchen, die 1843 gegründete Berea First Baptist. Nach der Gründung von Siedlungen und Kirchen entwickelte sich Berea zu einem landwirtschaftlich geprägten Gebiet. Das Gebiet unterstützte die Baumwollfarmen und Schrotmühlen entlang des Reedy River. Berea begann 1953 schnell zu wachsen, als die öffentliche Wasserversorgung in der Gegend ausgebaut wurde. Berea entwickelte sich zur Schlafstadt (englisch bedroom community) für das 10 km entfernte Greenville, lehnte eine Eingemeindung aber bisher ab.